# J. Robert Lennon

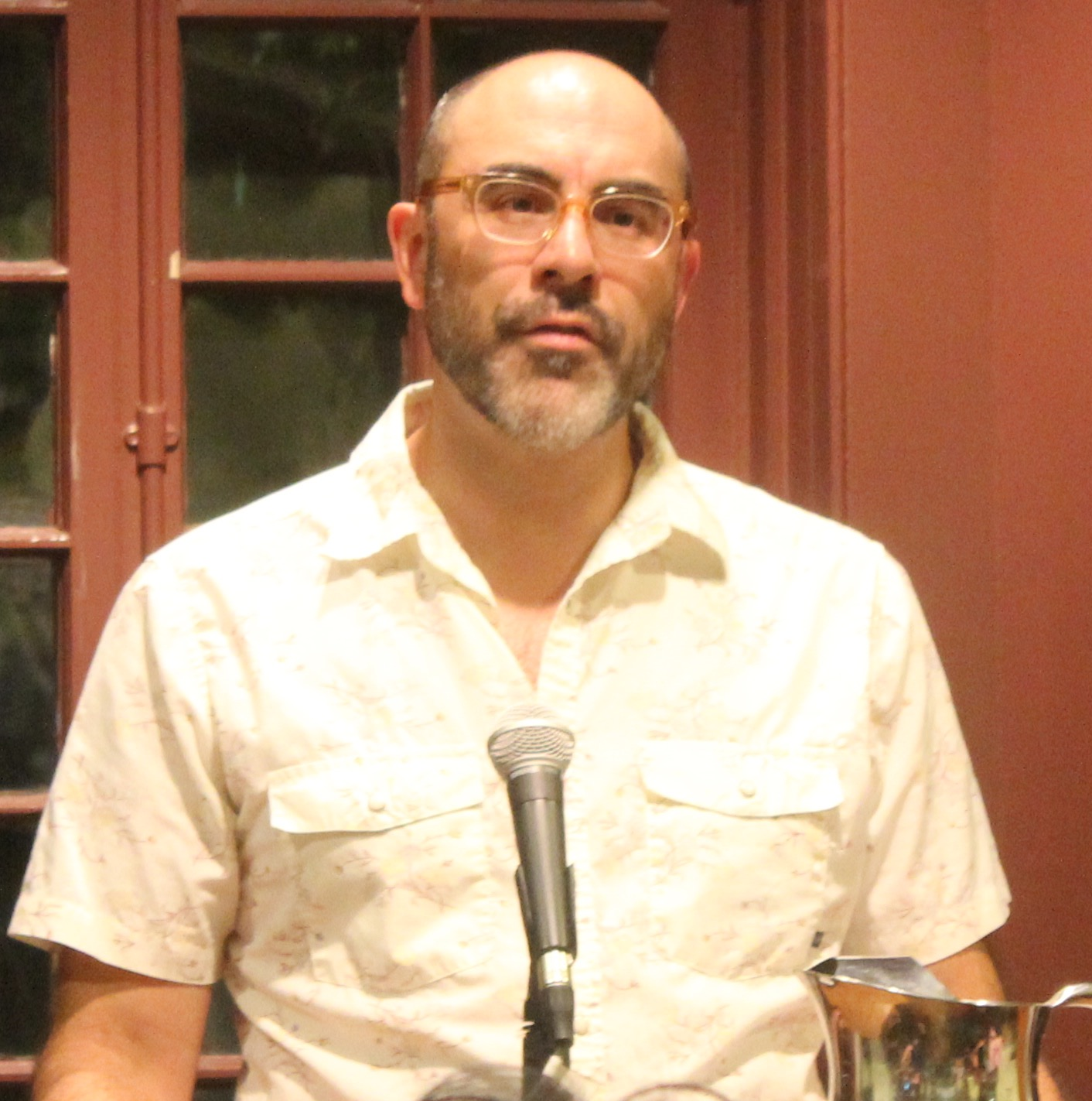
J. Robert Lennon

J. Robert Lennon (John Robert Lennon; * 1970 in Easton, Pennsylvania) ist ein US-amerikanischer Roman- und Kurzgeschichtenautor, Musiker und Komponist. 

## Leben und Karriere
Für seinen ersten Roman The Light of Falling Stars (dt. Das Licht der fallenden Sterne) erhielt er den „Barnes & Noble Discover Young Writers Award“.
Seine 2008 erschienene Kurzgeschichte The Rememberer diente John Bellucci und Ed Redlich als Vorlage für die Fernsehserie Unforgettable.
J. Robert Lennon lebt in Ithaca, New York.

## Werke
- Das Licht der fallenden Sterne. Goldmann, München 1998, ISBN 3-442-75020-2.
- Die Bilderbuchfamilie. Goldmann, München 2000, ISBN 3-442-54117-4.
- Postmann. Heyne, München 2005, ISBN 3-453-40029-1.